# Saxifraga hirculoides
Saxifraga hirculoides är en stenbräckeväxtart som beskrevs av Joseph Decaisne. Saxifraga hirculoides ingår i Bräckesläktet som ingår i familjen stenbräckeväxter. Inga underarter finns listade i Catalogue of Life.